# Hicham Bellani
Pour les articles homonymes, voir Bellani.
Hicham Bellani (né le 15 septembre 1979) est un athlète marocain, spécialiste des 3 000 et 5 000 mètres. Il remporte la médaille d'or sur 10 000 m lors des Jeux méditerranéens de 2009.

## Palmarès
| Date | Compétition                                 | Lieu      | Résultat | Épreuve     |
| ---- | ------------------------------------------- | --------- | -------- | ----------- |
| 2001 | Universiade                                 | Pékin     | 6e       | 5 000 m     |
| 2003 | Universiade                                 | Daegu     | 3e       | 5 000 m     |
| 2004 | Championnats du monde d'athlétisme en salle | Budapest  | 9e       | 3 000 m     |
| 2004 | Jeux olympiques                             | Athènes   | 9e       | 5 000 m     |
| 2004 | Finale mondiale de l'athlétisme             | Monaco    | 7e       | 3 000 m     |
| 2004 | Jeux panarabes                              | Alger     | 3e       | 5 000 m     |
| 2005 | Jeux méditerranéens                         | Almería   | 2e       | 5 000 m     |
| 2006 | Championnats du monde de cross-country      | Fukuoka   | 14e      | cross court |
| 2006 | Championnats du monde de cross-country      | Fukuoka   | 3e       | par équipes |
| 2006 | Finale mondiale de l'athlétisme             | Stuttgart | 9e       | 3 000 m     |
| 2009 | Jeux méditerranéens                         | Pescara   | 1er      | 10 000 m    |
| 2009 | Jeux de la Francophonie                     | Beyrouth  | 3e       | 5 000 m     |
| 2009 | Jeux de la Francophonie                     | Beyrouth  | 3e       | 10 000 m    |
| 2010 | Championnats du monde en salle              | Doha      | 7e       | 3 000 m     |
| 2013 | Jeux de la Francophonie                     | Nice      | 1er      | 10 000 m    |

## Meilleures performances
- 1500 mètres - 3 min 33 s 71 (2007)
- 3 000 mètres - 7 min 33 s 71 (2006)
- 5 000 mètres - 12 min 55 s 52 (2006)
- 10 000 mètres - 29 min 43 s 39 (2009)
- semi-marathon - 1 h 1 min 44 s (2003)